# Megas 1972-2002
Megas 1972-2002 es un compilado lanzado en 2002 por el cantante islandés de rock Megas para conmemorar su 30º aniversario de su carrera musical. Este doble compilado está formado por 43 canciones y contiene principales éxitos, desde su primer álbum titulado Megas en 1972 hasta Englaryk í Tímaglasi en 2002.

En este trabajo se incluyen las colaboraciones de la cantante Björk y el guitarrista Guðlaugur Kristinn Óttarsson, entre varios otros.